# Distrito de Tendring
Tendring es un distrito no metropolitano del condado de Essex (Inglaterra). Fue constituido el 1 de abril de 1974 bajo la Ley de Gobierno Local de 1972 como una fusión del antiguo municipio de Harwich y los distritos urbanos de Brightlingsea, Clacton y Frinton and Walton, y el distrito rural de Tendring.

## Geografía
Según la Oficina Nacional de Estadística británica, Tendring tiene una superficie de 337,58 km².

## Demografía
Según el censo de 2001, Tendring tenía 138 539 habitantes (47,83% varones, 52,17% mujeres) y una densidad de población de 410,39 hab/km². El 17,48% eran menores de 16 años, el 69,07% tenían entre 16 y 74, y el 13,45% eran mayores de 74. La media de edad era de 44,77 años. 
Según su grupo étnico, el 98,66% de los habitantes eran blancos, el 0,61% mestizos, el 0,29% asiáticos, el 0,15% negros, el 0,17% chinos, y el 0,11% de cualquier otro. La mayor parte (96,4%) eran originarios del Reino Unido. El resto de países europeos englobaban al 1,98% de la población, mientras que el 0,38% había nacido en África, el 0,73% en Asia, el 0,27% en América del Norte, el 0,05% en América del Sur, el 0,16% en Oceanía, y el 0,02% en cualquier otro lugar. El cristianismo era profesado por el 76,03%, el budismo por el 0,13%, el hinduismo por el 0,1%, el judaísmo por el 0,15%, el islam por el 0,23%, el sijismo por el 0,02%, y cualquier otra religión por el 0,27%. El 14,94% no eran religiosos y el 8,13% no marcaron ninguna opción en el censo.
El 35,71% de los habitantes estaban solteros, el 45,2% casados, el 1,8% separados, el 7,18% divorciados y el 10,11% viudos. Había 61 411 hogares con residentes, de los cuales el 32,57% estaban habitados por una sola persona, el 7,93% por padres solteros con o sin hijos dependientes, el 57,78% por parejas (49,75% casadas, 8,03% sin casar) con o sin hijos dependientes, y el 1,72% por múltiples personas. Además, había 1904 hogares sin ocupar y 1592 eran alojamientos vacacionales o segundas residencias.